# میرزا نقی‌لی

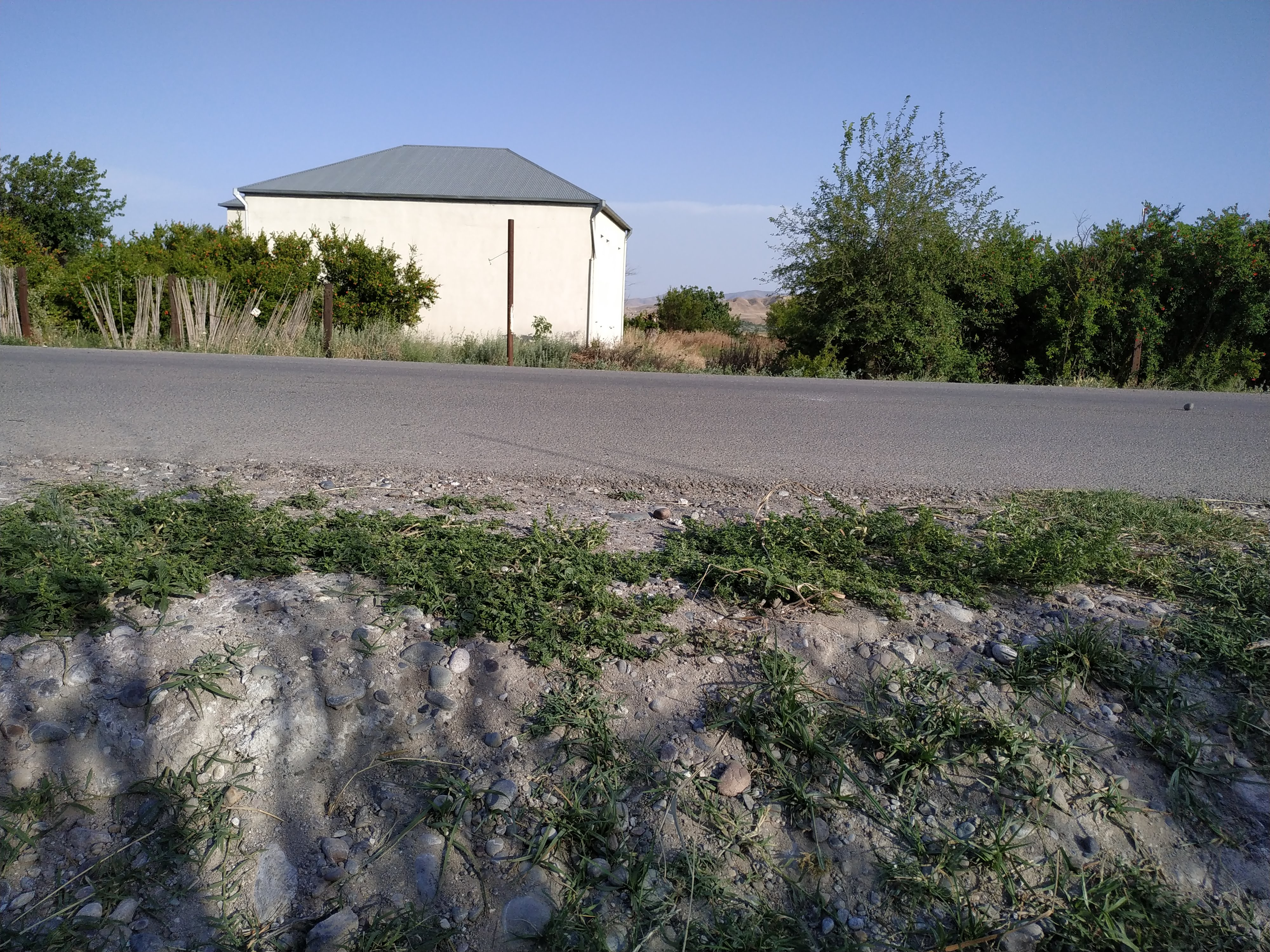
تصویری از میرزا نقی لی

میرزا نقی‌لی (به لاتین: Mirzənağılı) یک منطقه مسکونی در جمهوری آذربایجان است که در شهرستان فضولی واقع شده است.